# うみまる
うみまるとは、海上保安庁のマスコットキャラクター。1998年（平成10年）に制定された。妹分のマスコットとして、2002年に制定された「うーみん」もいる。

## 概要
海上保安庁は、設立50周年を記念し、より国民に親しまれることを目的として、マスコットキャラクターを制定し、広報活動に用いることを決めた。1998年（平成10年）4月10日にタテゴトアザラシの子どもをモチーフにして、「うみまる」が制定された。擬人化し、直立したアザラシが海上保安官の制服を着ている格好をしており、名前は応募により付けられ、「海を守る」の略、「海」を「丸」く治める、海はいつも二重丸（=安全）の3つの意味が込められている。二等海上保安正の階級が設定として与えられている。生年月日は制定された日に設定される。
「うみまる」の好評を踏まえ、妹分の「うーみん」も2002年（平成14年）5月12日に誕生した。
タテゴトアザラシの子どもがモチーフで、海上保安官として三等海上保安正の階級が設定として与えられている。制服は女性用のものである。
|        | うみまる        | うーみん        |
| ------ | --------------- | --------------- |
| 誕生日 | 平成10年4月10日 | 平成14年5月12日 |
| 階級   | 二等海上保安正  | 三等海上保安正  |
| 身長   | 2m              | 1m85cm          |